# Destroyer (musikgrupp)
Destroyer är en kanadensisk indierockgrupp med Dan Bejar som frontman. Bejar bildade Destroyer 1995 och har genom åren haft sällskap av många olika bandmedlemmar. Eftersom bandets sammansättning hela tiden ändras betraktas Destroyer ofta som Dan Bejars soloprojekt, även om han själv ser det som ett band.

## Diskografi

### Studioalbum
- 1996 – We'll Build Them a Golden Bridge (Tinker Records)
- 1997 – Ideas for Songs, kassett (Granted Passage Cassettes)
- 1998 – City of Daughters (Endearing Records/Triple Crown Audio)
- 2000 – Thief (Catsup Plate/Triple Crown Audio/Cave Canem Records)
- 2001 – Streethawk: A Seduction (Endearing Records/Triple Crown Audio)
- 2002 – This Night (Merge)
- 2004 – Your Blues (Merge)
- 2006 – Destroyer's Rubies (Merge)
- 2008 – Trouble in Dreams (Merge/Rough Trade)
- 2011 – Kaputt (Merge/Dead Oceans)
- 2015 – Poison Season (Merge/Dead Oceans)
- 2017 – Ken (Merge/Dead Oceans)
- 2020 – Have We Met (Merge/Dead Oceans)
- 2022 – Labyrinthitis (Merge/Bella Union)
- 2025 – Dan's Boogie

### EP-skivor
- 2005 – Notorious Lightning & Other Works (Merge Records)
- 2009 – Bay of Pigs (Merge)
- 2010 – Archer on the Beach (Merge)
- 2013 – Five Spanish Songs (Merge/Dead Oceans)